# پیریالوئی
پیریالوئی (به انگلیسی: Piryaloi) یک شهر در پاکستان است که در شهرستان خیرپور واقع شده‌است.